# Saltspraytest
Saltspraytest är en standardiserad testmetod som används för att kontrollera korrosionsbeständighet på produkter som är belagda med korrosionsskyddande yta.

## Standard
ASTM B 117 och ISO 9227 används främst som referensstandarder vid saltspraytest.